# Gianni Ferlenghi
Gianni Ferlenghi (Collesalvetti, Reino de Italia; 11 de febrero de 1931-Sospiro, Italia; 19 de agosto de 2023) fue un ciclista de ruta italiano que compitió en tres ocasiones en el Tour de Francia, cinco ediciones del Giro de Italia y la Vuelta a España 1957.

## Equipos
| Periodo   | Club              |
| --------- | ----------------- |
| 1951-1954 | Pedale Soresinese |
| 1954      | Bianchi           |
| 1955      | Leo-Chlorodont    |
| 1956      | Arbos             |
| 1956      | Bottecchia-Gripo  |
| 1956      | Condor            |
| 1957      | Arbos             |
| 1958      | Bianchi           |
| 1959-1960 | Carpano           |
| 1961      | Gazzola           |

## Participaciones

### Grandes Eventos
| - Giro d'Italia 1956: Abandonó 1957: 52.º 1958: 51.º 1959: 69.º 1961: 83.º | - Tour de Francia 1957: Abandonó (3.ª etapa) 1958: 24.º 1960: 71.º | - Vuelta a España 1957: 41.º |

### Otros Eventos
| - Milán-San Remo 1955: 92.º 1956: 36.º 1958: 10.º | - Tour de Flandes 1960: 63.º | - Giro de Lombardia 1955: 11.º 1958: 99.º |

## Logros

### Títulos
- Coppa Francesco Agello (1): 1951
- Pavia-Ghisallo (1): 1954
- Coppa Collecchio (1): 1955

### Victorias de Etapa
- Sexta etapa del Giro d'Europa 1956 (Trento > Innsbruck)